# Alfonso González
Arturo Alfonso González González (Reynosa, 5 de setembro de 1994) é um futebolista mexicano que atua como meio-campista. Atualmente defende o Pachuca, emprestado pelo Monterrey.

## Carreira
Alfonso González fez parte do elenco da Seleção Mexicana de Futebol nas Olimpíadas de 2016.

## Títulos
Monterrey
- Liga MX: Apertura 2019
- Copa México: Apertura 2017, 2019–20
- Liga dos Campeões da CONCACAF: 2019,[4] 2021[5]

Seleção Mexicana
- Copa do Mundo FIFA Sub-17: 2011

### Prêmios individuais
- Jogador do mês da Liga MX: setembro de 2021[6]